# Ca l'Apotecari (Llardecans)
Ca l'Apotecari és una obra de Llardecans (Segrià) inclosa a l'Inventari del Patrimoni Arquitectònic de Catalunya.

## Descripció
Habitatge senzill i sense cap motiu ornamental, amb portal dovellat de mig punt a l'entrada, balcons a la planta principal i finestrons a la golfa. Façana principal i planta baixa de la façana lateral en pedra picada. La continuació de la façana lateral es fa en tàpia.